# Wakacyjne Kadry
Wakacyjne Kadry – festiwal filmowy, który odbywa się w Cieszynie w połowie lipca. Organizatorem festiwalu jest miasto Cieszyn. Przedsięwzięcie jest realizowane ze środków unijnych w ramach projektu „Ciesz się Cieszynem – Wakacyjne Kadry". W konkursie biorą udział polskie filmy fabularne i dokumentalne, zarówno kinowe, jak i telewizyjne. Główną nagrodą jest Złota Podkowa.

## Laureaci

### 2006
- Złota Podkowa – za najlepszy film – dla reżysera: Jan Jakub Kolski –„Jasminum”
- Złota Podkowa – za najlepszy debiut – dla reżysera: Bartosz Brzeskot – „Nie ma takiego numeru”
- Złota Podkowa – za najlepszą rolę – dla aktora: Janusz Gajos rola – brat Zdrówko w filmie „Jasminum”
- Złota Podkowa – za najlepszą rolę – dla aktorki: Grażyna Błęcka-Kolska rola – Natasza w filmie „Jasminum”
- Złota Podkowa i Złote Nożyczki za najlepszy montaż filmu fabularnego – dla montażysty: Jarosław Barzan – „Nie ma takiego numeru”